# Sammlung Rosengart

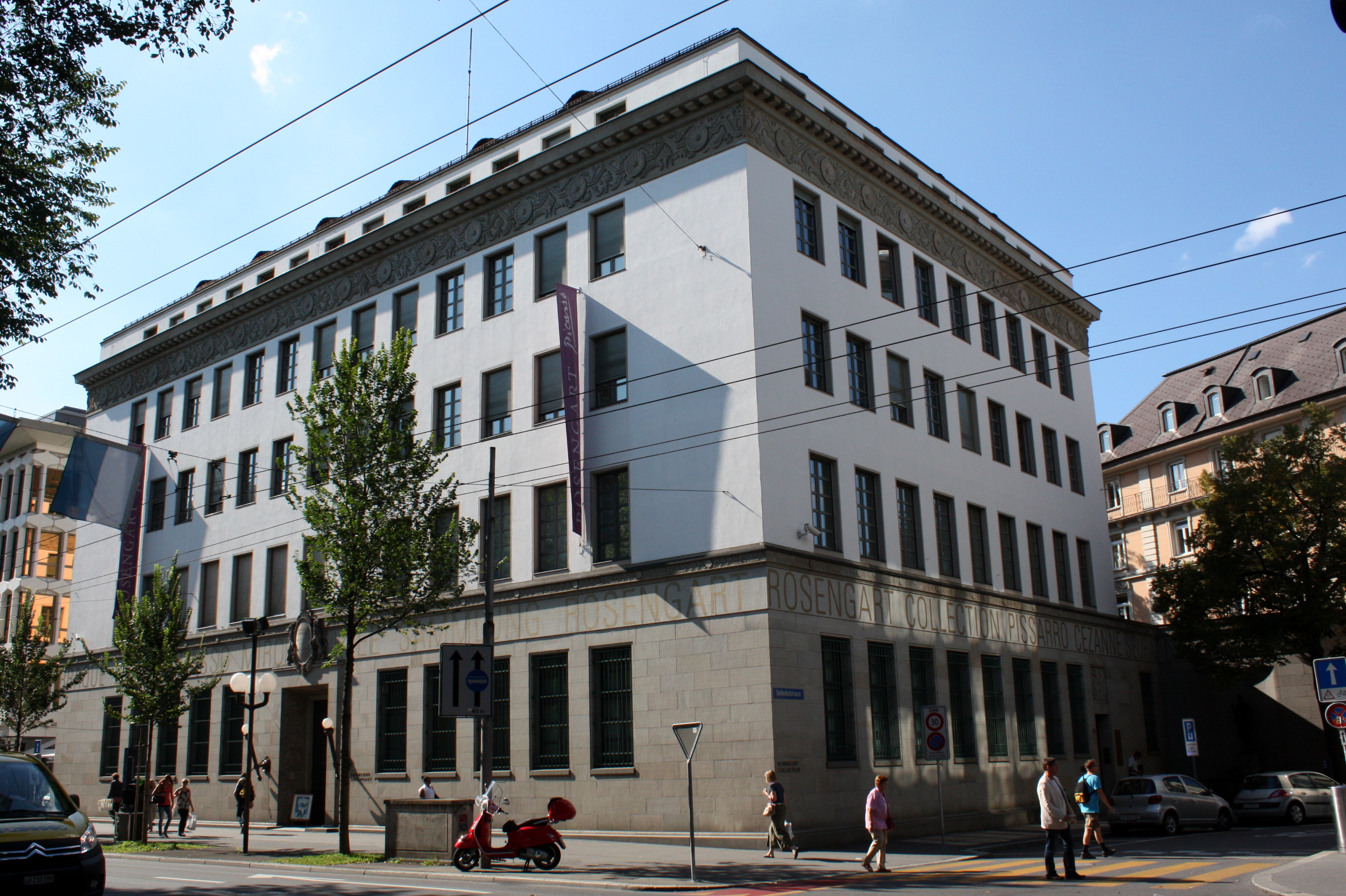
Museum Sammlung Rosengart, Luzern

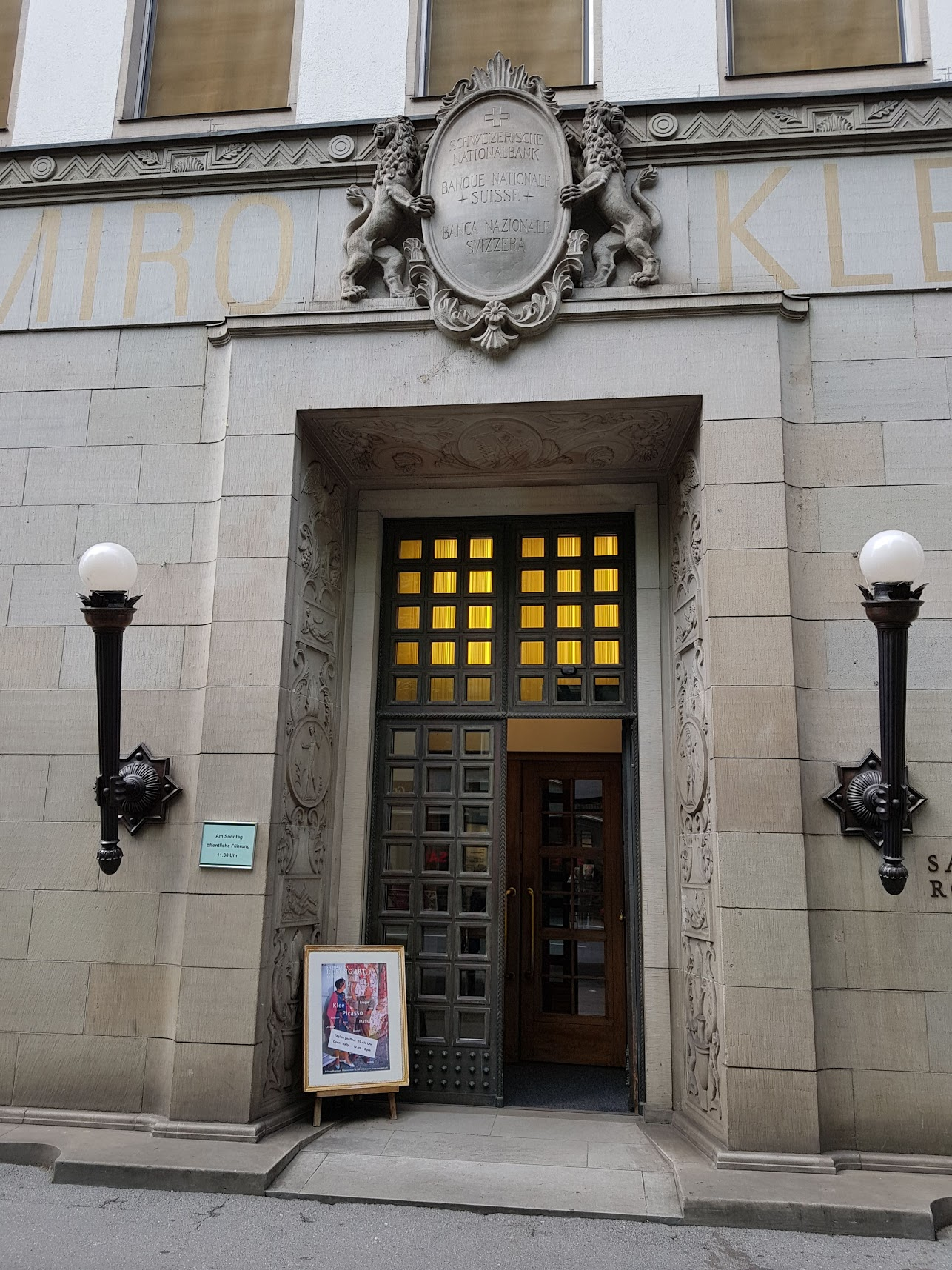
Eingang

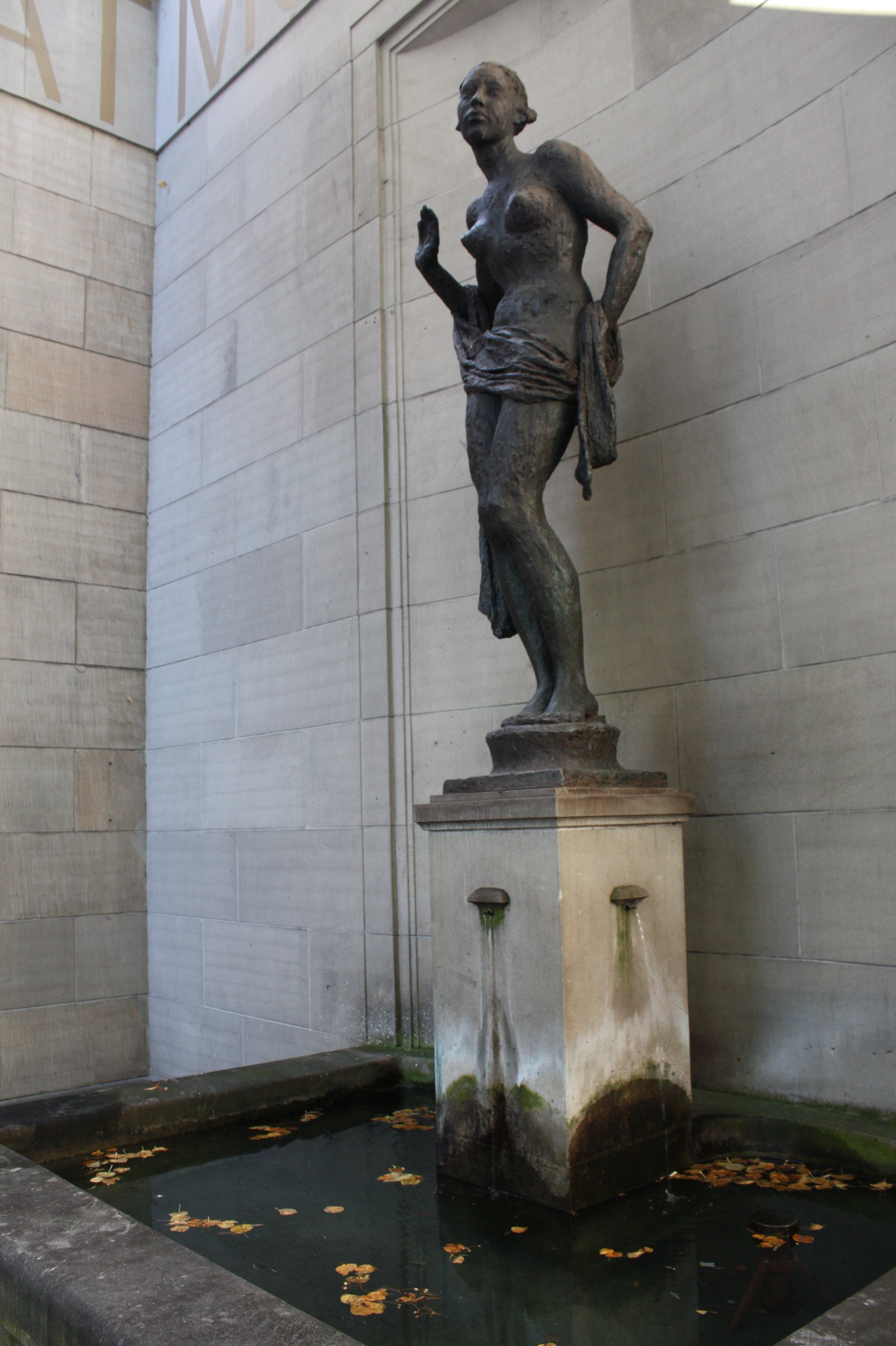
Statue in der Sammlung

Das Museum Sammlung Rosengart ist ein Kunstmuseum in Luzern. Es steht neben dem Hauptsitz der Luzerner Kantonalbank an der Pilatusstrasse 10. Das Gebäude und die Sammlung befinden sich auf der Liste der Kulturgüter in Luzern als national bedeutend.

## Sammlung
Der Kunsthändler Siegfried Rosengart (1894–1985) pflegte freundschaftliche Kontakte mit verschiedenen Künstlern wie Pablo Picasso, Joan Miró, Marc Chagall, Henri Matisse, Georges Braque, und Fernand Léger. Zusammen mit seiner Tochter Angela Rosengart (* 1932) baute er eine private Sammlung von weit über 300 Werken der Modernen Kunst auf. Dabei bilden die 125 Werke von Paul Klee und gegen 180 Werke von Picasso je einen Schwerpunkt. Die Bilder von Pablo Picasso wurden im Picasso Museum im Am Rhyn-Haus neben dem Rathaus ausgestellt.
1992 gründete Angela Rosengart in Luzern die «Stiftung Rosengart» mit dem Zweck, die Kunstsammlung zu erhalten und der Öffentlichkeit besser zugänglich zu machen. 2002 wurde das Kunstmuseum als Sammlung Rosengart eröffnet.

## Gebäude
Der Zürcher Architekt Hermann Herter liess das Gebäude 1922 im Stil des Neuen Bauens neoklassizistisch errichten. Es diente bis 1999 als repräsentative Filiale für die Schweizerische Nationalbank. Bevor die Sammlung Rosengart 2002 einzog, wurde der Basler Architekt Roger Diener mit einem Umbau beauftragt.

## FotogalerieRosengart Sammlung

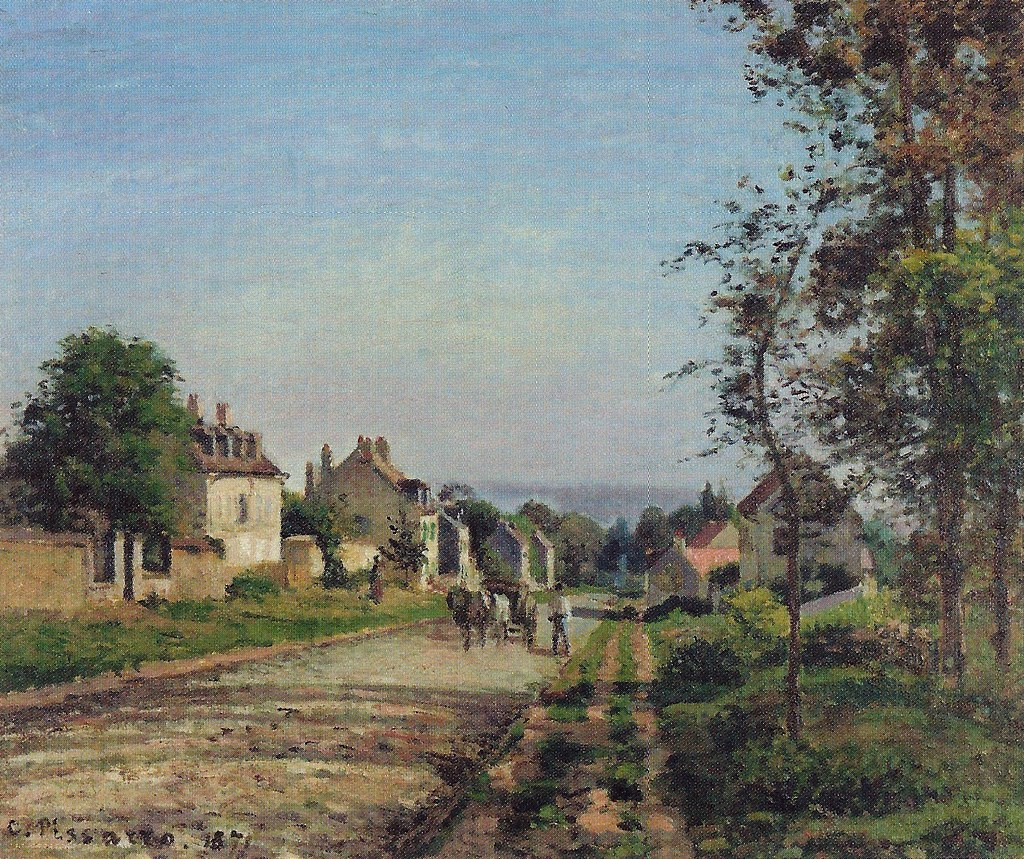
Camille Pissarro (1830–1903), Bei Louveciennes, die Strasse, 1871
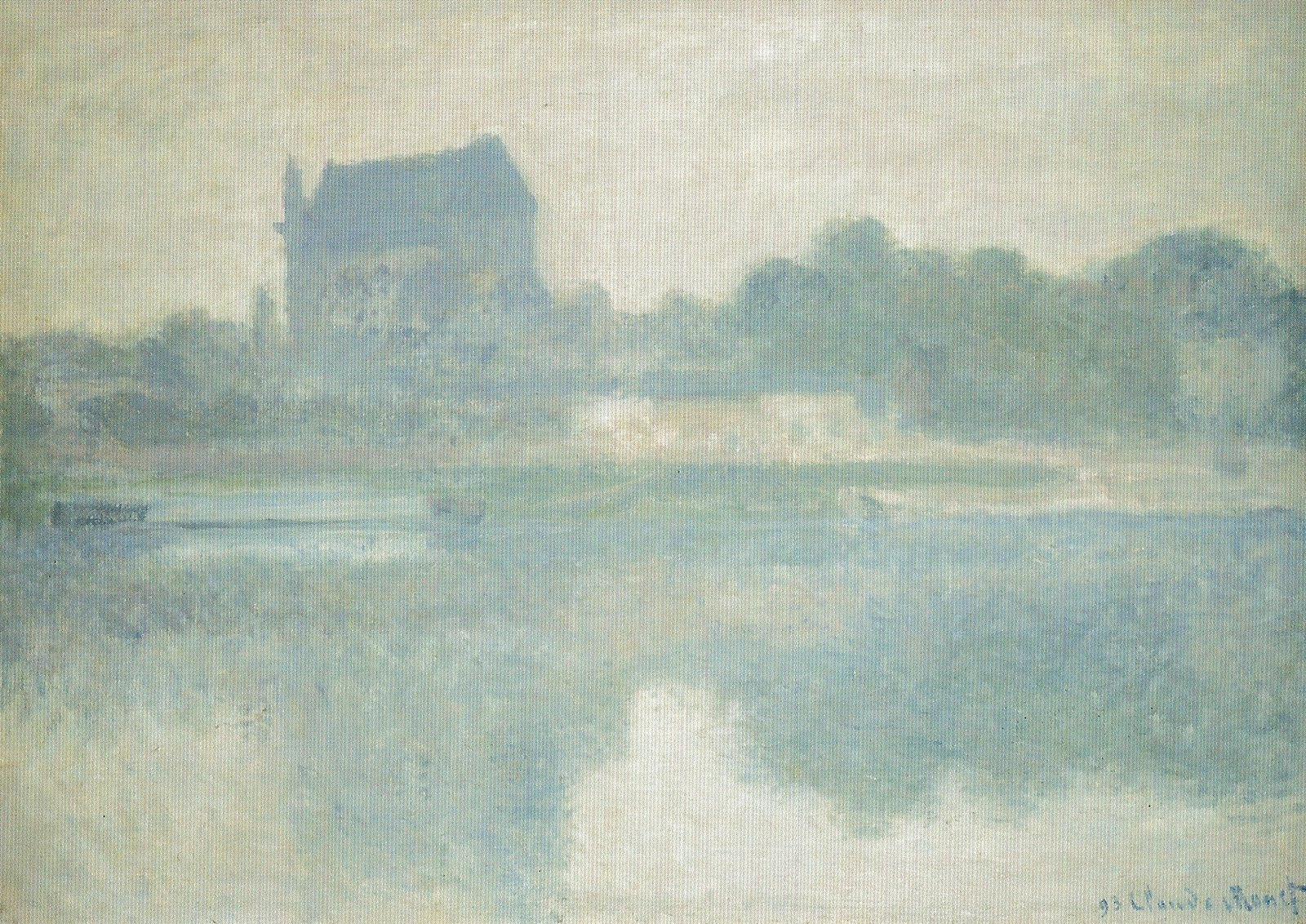
Claude Monet (1840–1926), Kirche von Vernon, Nebel, 1894
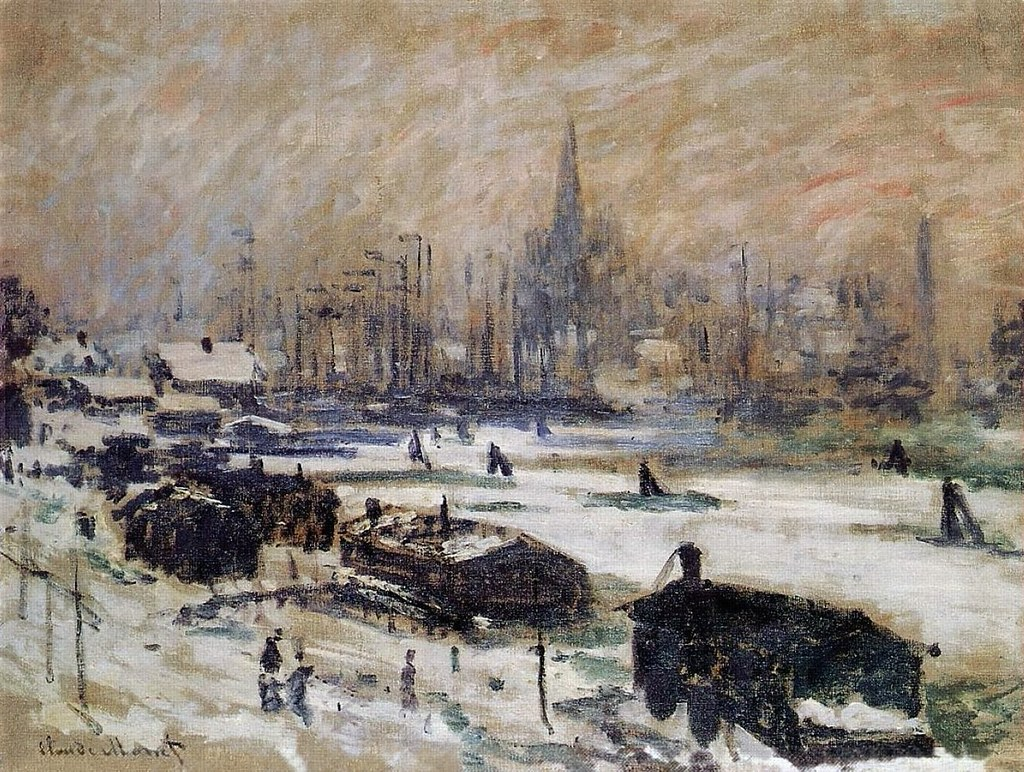
Claude Monet, Schnee in Amsterdam, 1874
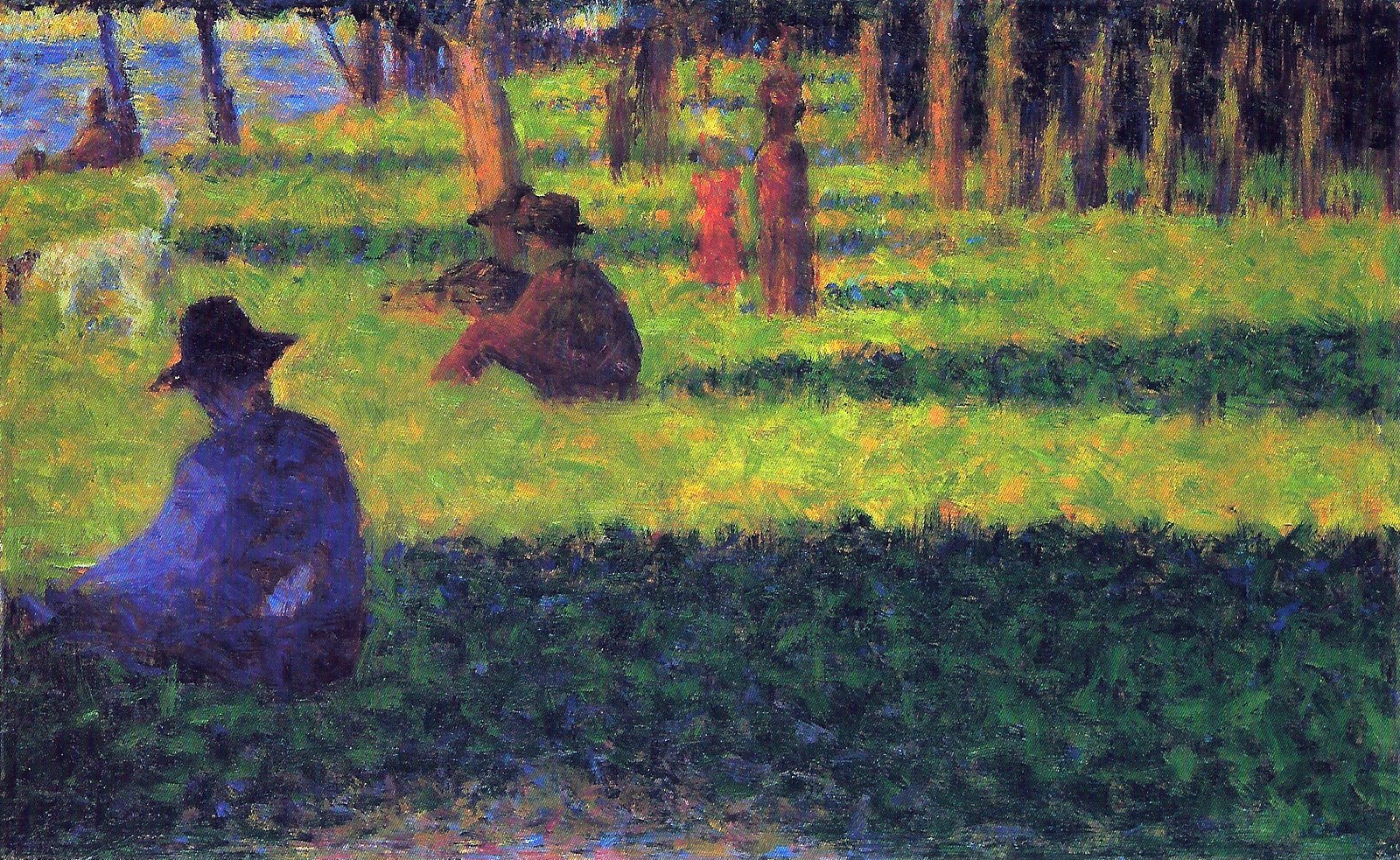
Georges Seurat (1859–1891), La Grande Jatte: Der weisse Hund, 1884